# Trioza tamaninii
Trioza tamaninii är en insektsart som först beskrevs av Cesare Conci 1993.  Trioza tamaninii ingår i släktet Trioza och familjen spetsbladloppor. Inga underarter finns listade i Catalogue of Life.